# Fougo
Fougo ou Foukou est une petite ville du Togo située dans la préfecture de Bassar, dans la région de la Kara

## Géographie
Fougo est situé à environ 55 km de Kara,

## Vie économique
Le village accueille un marché paysan tous les jeudis et un atelier de ferblanterie.

## Lieux publics
- École primaire